# 武吉知马
武吉知马（马来语：Bukit Timah）是新加坡的一個規劃區，属于中区的一部分，距离市区的中央商业区只有10公里（6英里），又称第11邮区（District 11）。
武吉知马亦可以是位于新加坡主岛中心附近的一座丘陵（位於武吉知马规划区之內），海拔163.63米，为新加坡最高点。
这个地区有为数不少的洋房（独立式洋房或半独立式洋房）和私人公寓（相对于大多数新加坡人所住的公共组屋）。

## 名字来源及历史
武吉知马（原写作武吉智馬）是马来语的闽南语音译，意思为“锡丘”。【“武吉（Bukit）”的意思为“山丘”，“知马（Timah）”的意思为“锡”。】在一份1828年由Frankin 和 Jackson制作的地图上，已清楚地标出Bukit Timah以及它的所在位置。在那张地图上，武吉知马山是两座山丘，西南面是克兰芝河的源头。
当时新加坡本岛的内陆还未被英国殖民地政府完全开发或探索，相信武吉知马山的名字和地理位置是由岛上的马来族社群提供的。武吉知马山其实没有锡矿，据说原本的马来语名称也不是Bukit Timah，而是Bukit Temak；意思是「长满Temak树的山丘」。但对欧洲人来说，马来发音的「Temak」听起来就像「Timah」，所以就以讹传讹变成今天的Bukit Timah。 也有人说timah 是一个很常见的马来女性名字Fatimah的简写。
一条通往山丘顶部的马车路在公元1843年12月建造完成。山顶上建了一个简陋小屋，里面摆了一些椅子，让到此游玩的人们休息。在当时，英国人视武吉知马山为一个“绝佳的疗养宝地”，因为那里的空气“比平原上的更清新凉快，让人心旷神怡”。
武吉知马山在淡米尔语中叫做eyam malai (锡丘)，基本上就是直译自它的马来语名称。对一些人而言，武吉知马与新加坡賽馬公會是同义词；每逢赛马日，赛马公会会员与买票入场的公众都会蜂拥而至。这个赛马场不同于之前的旧赛马场（现在的花拉公园地铁站周围），并不免费开放给公众观看这个英国王室贵族的玩意儿。

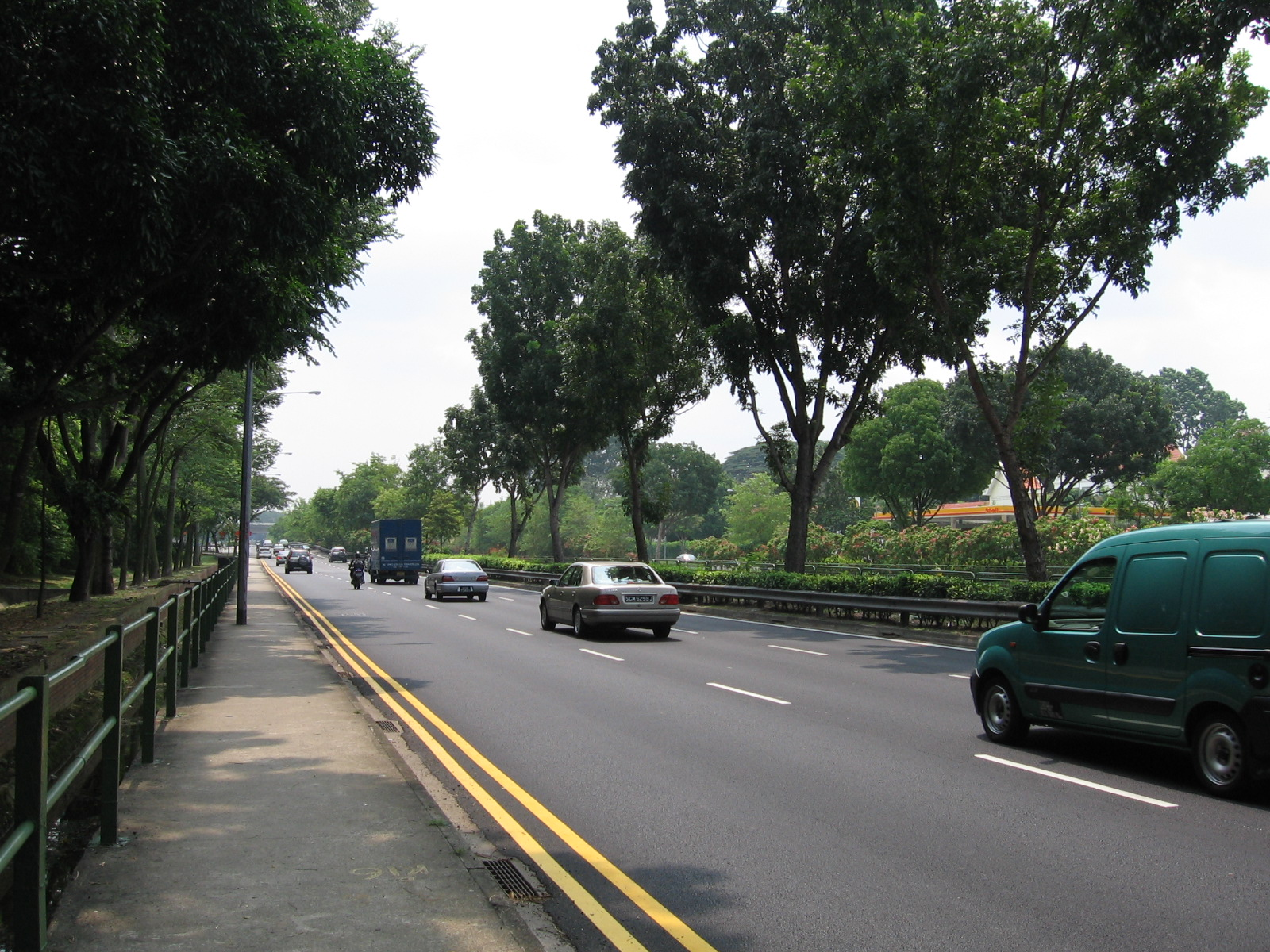
武吉知马路是新加坡最早的道路之一。

全長25公里的武吉知马路，由南至北，是新加坡最長的道路，因穿越武吉知马山山脚而得名。这条通往克兰芝的道路在1845年建造完成。据知，当时整个地区猛虎为患，严重威胁到人们的人身安全。在1860年，那里的鉤藤种植园与胡椒种植园以及周围地区就有近200人被老虎咬死。第一个骑马横跨新加坡岛的壮举，由 Mr Thomson 和 Dr Little 在1840年完成，他们就一路沿着武吉知马路，一共耗时4天。
武吉知马路的南端部分在新加坡的闽南语中被称作tek kha kang a kinn（竹脚港仔墘），意思是“竹脚（实里基路）的溪流的边缘部分”。靠近惠德里路（Whitley，Wayang Satu）和武吉知马村的武吉知马路则有不同名称。新加坡的福建闽南人也称武吉知马为be chia lo bue（马车路尾），意思是“马车路的尽头”。
武吉知马路在第二次世界大战见证了英军（包括澳洲师、印度师、星华义勇军）与日军在新加坡的最后一役。当英军的武吉知马防线在2月11日失守时，英方知道大势已去；因为他们的粮仓与配备存放处就在武吉知马。1942年2月15日，是春节的大年初一，就在那天同盟国在马来亚的最高将领，英属马来亚陆军总司令白思华中将（Lt. Gen. A.E. Percival）在武吉知马福特汽车厂向日军将领山下奉文中将投降。
在日军占领期间，日本军方仿照日本的靖国神社，在武吉知马山上的麦里芝蓄水池丛林中建造了一座规模比靖国神社小的昭南神社（新加坡在日据时代被改名成“昭南岛”）。他们在那里设了两座战争纪念碑；一座是纪念战死的日军，而另一座出乎预料地是纪念因捍卫新加坡而壮烈牺牲的英军。在日军占领期间，学生、日本将领、英军俘虏代表等会在特别的日子聚在那里悼念亡灵。
在日本投降后，日军赶在正式把新加坡交还给英国前，仓促地拆毁昭南神社；只因为害怕前来接管新加坡的英军会以亵渎神明的方式拆除神社。昭南神社遗址现在就坐落在武吉知马自然保护区与新加坡武装部队军事限制区之间的灰色地带。已经有不少历史专家到访过神社遗址。新加坡电视机构（TCS）的“嘿！新加坡”系列中也有一集纪录片是介绍这个神秘的日本神社。在这之后，新加坡政府把昭南神社遗址設定为“历史遗址”。但是有别于一般的新加坡“历史遗址”，新加坡并没有打算重建或以任何方式去纪念昭南神社的存在。
二战结束后，原本供奉在昭南神社的战死日军被送回当时还不具争议性的靖国神社，而英军的遗体就被安置在新加坡的共和联邦克兰芝阵亡战士公坟。除了净身池、一些日式石质走道和麦里芝蓄水池里的一些石柱，昭南神社不留一墙一瓦，已经无迹可寻。
武吉知马在日据时代之后，工业大楼和高耸公寓大厦渐渐地取代了农场与种植园。 在1960年代和1970年代，武吉知马是新加坡主要的工业区之一。现在，那些工业大楼已经被豪华洋房、排屋和私人公寓所取代，使武吉知马成了新加坡最豪华的住宅区之一。

## 特色
武吉知马区是一个房地产价格偏高的高级住宅区。比起新加坡其他地方，武吉知马区有更多接触大自然的地方，花草植物种类丰富，还有一个在1883年设立的武吉知马自然保护区，也因此间接推高那里的房地产价格。
武吉知馬馬場是舉行賽馬比賽的地方，1933年開幕，1999年關閉。由克蘭芝馬場代替。
武吉知马区有许多知名学府，其中包括：英华中学 (芭克路)、新加坡女子学校、美以美女校、华侨中学、国家初级学院、莱佛士女子小学、南洋小学、南洋女子中学、培华长老会小学、圣若瑟书院 和 义安理工学院等等。
武吉知马区一带有许多高耸的私人公寓，以及在土地稀少的新加坡一直都很昂贵的洋房。很多跨国企业派驻新加坡人员和富裕的新加坡人通常都会选择居住在武吉知马。房地产价格的高涨让更多地产发展商在这个地区开发更多的私人公寓企划案。例如在杜尼安路的国敦胡姬酒店就曾在2005年拟定被重新发展成为私人公寓以供销售。
武吉知马区后来扩大了版图，武吉知马上段（第21邮区）应运而生。馬來西亞的馬來亞鐵道由新山到丹戎巴葛的铁路在这里有一个错车环道。